# Aster (botanica)
Astro (nome scientifico Aster  L., 1753) è un genere di piante angiosperme dicotiledoni della famiglia delle Asteraceae, sottofamiglia Asteroideae, tribù Astereae (Aster lineage) e sottotribù Asterinae.

## Etimologia
Il nome del genere (Aster) deriva dal greco e significa (in senso ampio) "fiore a stella". Fu introdotto da Linneo ma sicuramente tale denominazione era conosciuta fin dall'antichità. Dioscoride fa riferimento ad un Astro attico (un fiore probabilmente dello stesso genere). 

Il nome scientifico attualmente accettato (Aster) è stato proposto da Carl von Linné (1707 – 1778) biologo e scrittore svedese, considerato il padre della moderna classificazione scientifica degli organismi viventi, nella pubblicazione ”Species Plantarum” del 1753.

La specie tipo per questo genere è Aster amellus L. (1753).

## Descrizione

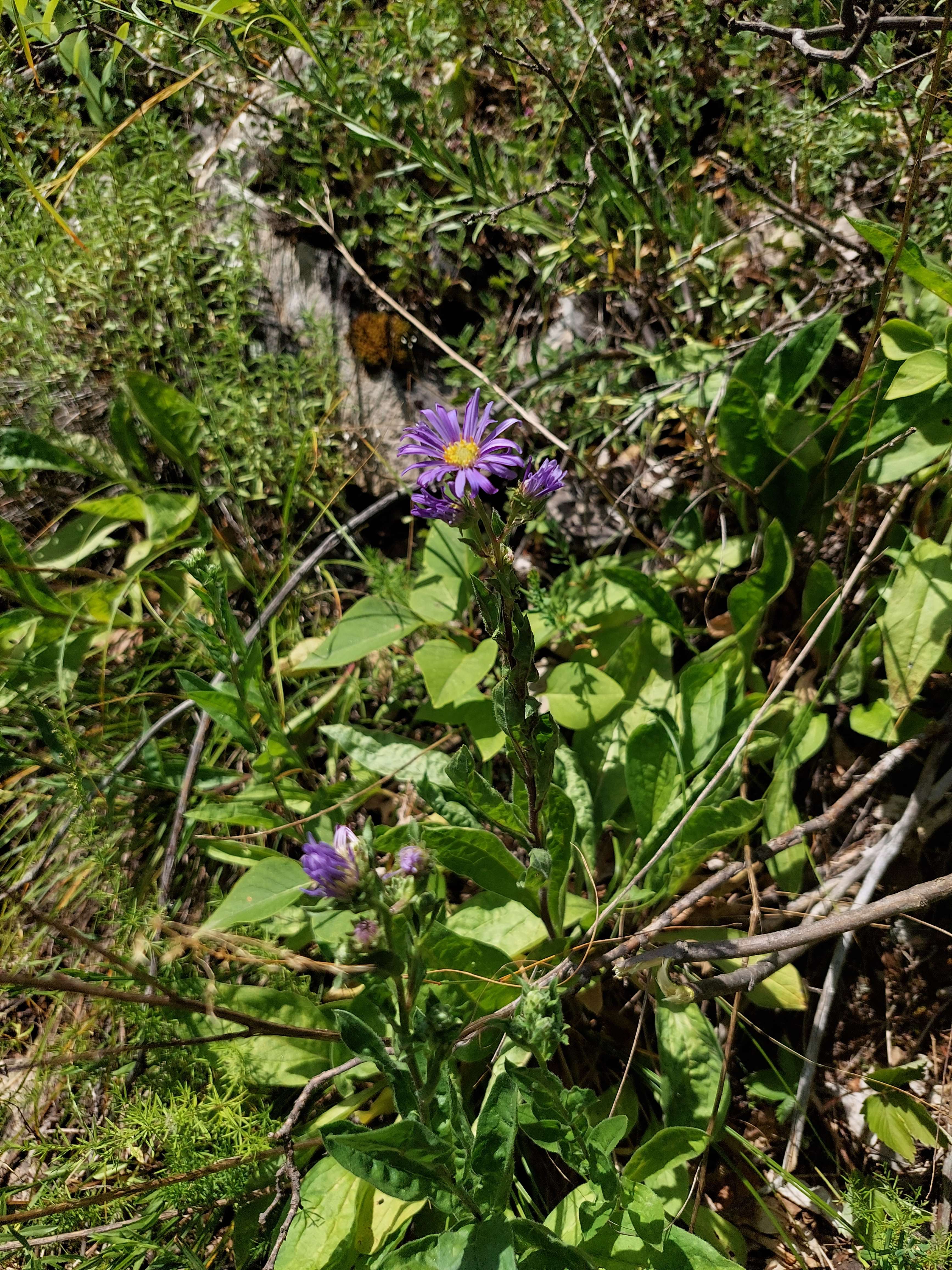
Il portamento
Aster amellus

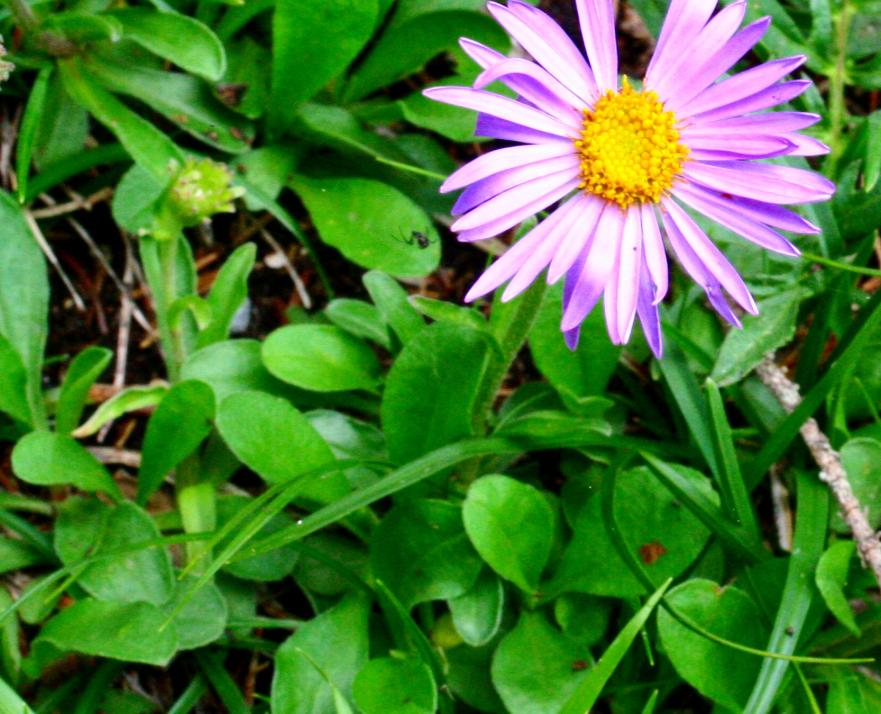
Le foglie
Aster alpinus

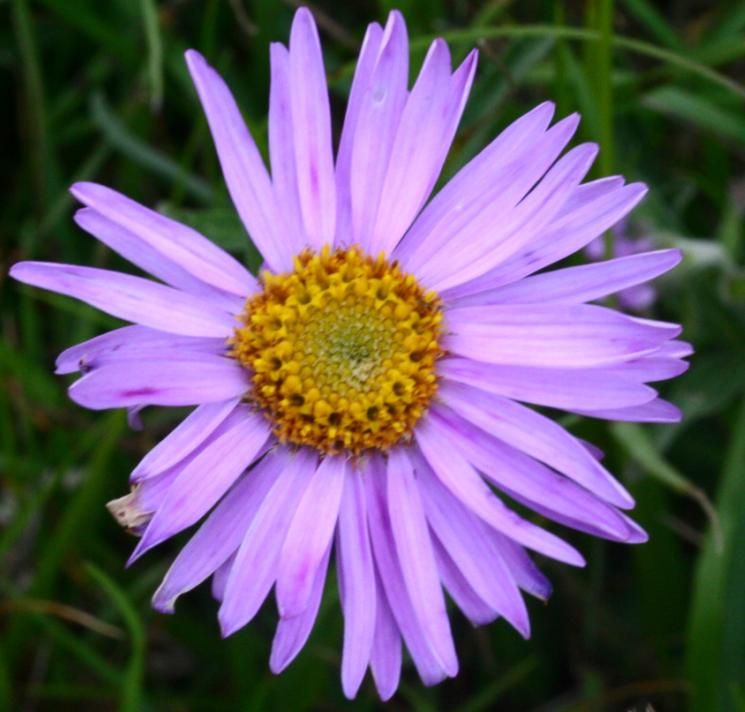
Infiorescenza
Aster alpinus

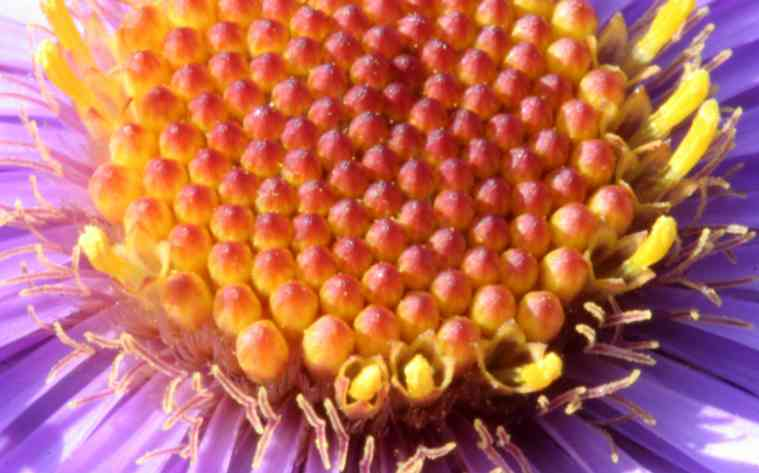
I fiori
Aster amellus

Portamento. Sono piante mediamente alte che al massimo superano di poco il metro (le specie nordamericane possono raggiungere anche i 3 metri (portamento sub-arbustivo).) La forma biologica prevalente è definita come emicriptofita scaposa (H scap): ossia sono piante perennanti per mezzo di gemme al livello del terreno e con asse fiorale di tipo cespitoso. Sono presenti altre forme biologiche quali piante a ciclo biologico annuo.
Radici. Le radici sono secondarie da rizoma.
Fusto. 
- Parte ipogea: consiste in un rizoma a portamento obliquo/orizzontale.
- Parte epigea: la parte aerea è cilindrica, eretta e ramificata oppure no con capolini più o meno terminali.

Foglie. Le foglie sono di due tipi: basali e cauline. Dimensione delle foglie: larghezza 6 – 17 mm; lunghezza 25 – 40 mm. Lunghezza del picciolo: 2 – 3 cm.
- Foglie basali: le foglie basali sono disposte a rosetta; sono intere con forme oblanceolate (attenuate alla base); la superficie è lievemente pubescente.
- Foglie cauline: le foglie lungo il fusto sono disposte in modo alterno; quelle mediane sono a forma spatolato-lanceolata; le superiori (progressivamente ridotte) sono lineare-lanceolate e sessili; i bordi sono interi o finemente seghettati; la superficie è pubescente.

Infiorescenza. Le sinflorescenze sono sia scapose (capolini solitari) che composte da diversi capolini raccolti in formazioni corimbose. Le infiorescenze vere e proprie sono composte da un capolino terminale peduncolato di tipo radiato con fiori eterogami. I capolini sono formati da un involucro, con forme coniche/campanulate/cilindriche/emisferiche, composto da 25 a 50 brattee, al cui interno un ricettacolo fa da base ai fiori di due tipi: fiori del raggio e fiori del disco. Le brattee, con forma ovato-lanceolata e a consistenza erbacea, sono disposte in modo più o meno embricato su 2 - 4 serie. Il ricettacolo in genere è nudo ossia senza pagliette a protezione della base dei fiori; la forma è piatta o da convessa. Diametro dei capolini: 2,5 – 5 cm. Diametro dell'involucro: 15 – 25 mm.
Fiori.  I fiori sono tetra-ciclici (formati cioè da 4 verticilli: calice – corolla – androceo – gineceo) e pentameri (calice e corolla formati da 5 elementi). Si distinguono in:
- fiori del raggio (esterni zigomorfi) da 14 a 55 per capolino: sono femminili e sono disposti su una sola serie; la forma è lungamente e largamente ligulata terminante con alcuni denti; lunghezza dei fiori ligulati: 15 – 21 mm;
- fiori del disco (centrali attinomorfi): sono più numerosi con forme tubulose terminanti con dei lobi triangolari da eretti a patenti; sono ermafroditi (raramente sono funzionalmente maschili); lunghezza dei fiori tubulosi: circa 10 mm.

- Formula fiorale:

*/x K {\displaystyle \infty }, [C (5), A (5)], G 2 (infero), achenio
- Calice: i sepali del calice sono ridotti ad una coroncina di squame.

- Corolla: i colori della corolla sono giallo (i fiori del disco) e violaceo, bianco o blu (i fiori del raggio).

- Androceo: l'androceo è formato da 5 stami sorretti da filamenti generalmente liberi; gli stami sono connati e formano un manicotto circondante lo stilo; le teche (produttrici del polline) alla base sono troncate e sono lievemente auricolate (molto raramente sono speronate o hanno una coda); le appendici apicali delle antere hanno delle forme piatte e lanceolate; il tessuto endoteciale (rivestimento interno dell'antera) è quasi sempre polarizzato (con due superfici distinte: una verso l'esterno e una verso l'interno). Il polline è sferico con un diametro medio di circa 25 micron;  è tricolporato (con tre aperture sia di tipo a fessura che tipo isodiametrica o poro) ed è echinato (con punte sporgenti).[11][14]

- Gineceo: l'ovario è infero uniloculare formato da 2 carpelli.[7] Lo stilo (il recettore del polline) è profondamente bifido (con due stigmi divergenti) e con le linee stigmatiche marginali separate.[15] I due bracci dello stilo hanno una forma da lanceolata a deltoide e possono essere papillosi o ricoperti da ciuffi di peli. Lo stilo dei fiori del raggio è supinato.

Frutti. I frutti sono degli acheni con pappo; in alcune specie è presente un certo dimorfismo (gli acheni dei fiori del raggio differiscono dagli acheni dei fiori del disco);
- achenio: gli acheni, con forme obovate, sono lateralmente compressi con due nervature laterali, oppure variano da angolati (a 5 coste) a quasi fusiformi e multi-nervati; raramente sono ob-compressi (compressi dorso-ventralmente) oppure sono provvisti di un becco; la superficie normalmente è cosparsa da setole, qualche volta ghiandolose; la parete dell'achenio è formata da celle contenenti rafidi ma prive di fitomelanina; il carpoforo normalmente è anulare; le setole con punte a forma di ancora non sono presenti; lunghezza del frutto: 2,5 – 3 mm;
- pappo: il pappo è formato da 1- 2 serie di setole giallastre finemente barbate o (più raramente) piumose; le setole sono persistenti; esternamente alle serie di setole non è presente una coroncina di scaglie; lunghezza del pappo: 4 – 5 mm.

## Biologia
Impollinazione: l'impollinazione avviene tramite insetti (impollinazione entomogama tramite farfalle diurne e notturne).

Riproduzione: la fecondazione avviene fondamentalmente tramite l'impollinazione dei fiori (vedi sopra).

Dispersione: i semi (gli acheni) cadendo a terra sono successivamente dispersi soprattutto da insetti tipo formiche (disseminazione mirmecoria). In questo tipo di piante avviene anche un altro tipo di dispersione: zoocoria. Infatti gli uncini delle brattee dell'involucro (se presenti) si agganciano ai peli degli animali di passaggio disperdendo così anche su lunghe distanze i semi della pianta. Inoltre per merito del pappo il vento può trasportare i semi anche a distanza di alcuni chilometri (disseminazione anemocora).

## Distribuzione e habitat
Le specie di questo genere sono distribuite in tutto il mondo ma in prevalenza si trovano nel Vecchio Mondo e in America settentrionale. 
Due specie di questo genere vivono sull'arco alpino. La tabella seguente mette in evidenza alcuni dati relativi all'habitat, al substrato e alla diffusione delle specie alpine.
| Specie | Comunità vegetali | Piani vegetazionali | Substrato | pH     | Livello trofico | H2O   | Ambiente | Zona alpina         |
| --- | ----------------- | ------------------- | --------- | ------ | --------------- | ----- | -------- | ------------------- |
| A. amellus | 11                | collinare montano   | Ca        | basico | basso           | secco | F2       | tutto l'arco alpino |
| A. alpinus | 10                | alpino subalpino    | Ca-Si     | basico | basso           | secco | F5       | tutto l'arco alpino |
| Legenda e note alla tabella. Substrato: con “Ca/Si” si intendono rocce di carattere intermedio (calcari silicei e simili). Zona alpina: vengono prese in considerazione solo le zone alpine del territorio italiano (sono indicate le sigle delle province). Comunità vegetali: 10 = comunità delle praterie rase dei piani subalpino e alpino con dominanza di emicriptofite; 11 = comunità delle macro- e megaforbie terrestri Ambienti: F2 = praterie rase, prati e pascoli dal piano collinare al subalpino; F5 = praterie rase subalpine e alpine |                   |                     |           |        |                 |       |          |                     |

## Sistematica
La famiglia di appartenenza di questa voce (Asteraceae o Compositae, nomen conservandum) probabilmente originaria del Sud America, è la più numerosa del mondo vegetale, comprende oltre 23.000 specie distribuite su 1.535 generi, oppure 22.750 specie e 1.530 generi secondo altre fonti (una delle checklist più aggiornata elenca fino a 1.679 generi). La famiglia attualmente (2021) è divisa in 16 sottofamiglie; la sottofamiglia Asteroideae è una di queste e rappresenta l'evoluzione più recente di tutta la famiglia.

### Filogenesi
Il genere di questa voce è descritto nella sottotribù Asterinae, una delle quasi 40 sottotribù della tribù Astereae. In base alle ultime ricerche nella tribù sono stati individuati (provvisoriamente) 5 principali lignaggi:
- Basal grade: include alcuni generi isolati, il gruppo "South American-Oceania",  alcune sottotribù africane e il gruppo dei generi legnosi del Madagascar.
- Bellis lineage: comprende le sottotribù eurasiatiche e una sottotribù africana.
- Aster lineage: include i generi asiatici di Asterinae e i principali gruppi dell'Australia e dell'Oceania.
- Baccharis lineage: include alcuni gruppi sudamericani.
- North American lineage: include la vasta gamma di sottotribù del Nordamerica, Messico e alcuni gruppi distribuiti nel Sudamerica.

Il genere  Aster (insieme alla sottotribù Asterinae) è incluso nel Aster lineage i cui caratteri principali sono: la base delle antere sono prive di code e non sono calcarate (speronate); le linee stigmatiche dei bracci dello stilo sono totalmente separate; i due bracci dello stilo hanno una forma breve o allungata da lanceolata a deltoide e possono essere papillosi o ricoperti da ciuffi di peli (all'esterno, mentre all'interno sono glabri). La distribuzione della maggior parte delle specie di questo gruppo è nelle regioni temperate nord e sud.
La sottotribù Asterinae comprende una trentina di generi suddivisi in 4 rami principali: Psychrogeton - Hersileoides - Asterothamnus - Aster. Il genere di questa voce è incluso nel ramo denominato "Aster branch" e, per il momento, è distribuito in due sottogruppi:
- "Amellus group" comprendente Aster L. sensu stricto (Aster amellus e Aster alpinus) e un altro gruppo definito "incertae sedis" (o "unplaced species"). Questo gruppo comprende anche i generi Rhynchospermum, Miyamayomena e Turczaninovia.
- Kalimeris group comprendente la sezione Aster sect. Ageratoides (Kitam.) Nesom insieme ai generi Kalimeris, Heteropappus e Sheareria.

I caratteri distintivi del genere  Aster sono:
- i pappi dei fiori del raggio e dei fiori del disco sono uguali;
- il pappo è formato da setole snelle (non sono presenti scaglie).

Il numero cromosomico delle specie di questo genere è: 2n = 18 (la base è n = 9).
Il genere attualmente ha un 115 specie.

### Variabilità del genere
Questo genere (insieme ad altri generi come Crepis, Taraxacum, Tragopogon, Hieracium e altri ancora) è tassonomicamente difficile a livello di individuazione delle specie a causa dell'azione incrociata di vari fenomeni come l'ibridazione, la poliploidia e l'agamospermia. In effetti ultimamente (dal 1990 in poi) a seguito di vari studi filogenetici e morfologici di tipo cladistico diverse specie di Aster sono state trasferite ad altri generi. Da 500-600 specie il genere ora contiene circa un centinaio di specie. Sandro Pignatti nella sua “Flora d'Italia” (del 2018 - seconda edizione) indica presenti in Italia due sole specie (Aster alpinus e Aster amellus). Questo cambiamento ha influito ancora di più la flora spontanea americana dove diverse specie sono state riclassificate nei generi Almutaster, Canadanthus, Doellingeria, Eurybia, Ionactis, Solidago, Oreostemma, Sericocarpus e Symphyotrichum e altri. 
L'elenco seguente documenta questi trasferimenti relativamente alla flora spontanea italiana.
- Aster annuus L. → Erigeron annuus (L.) Desf.
- Aster chinensis L. → Callistephus sinensis (L.) Nees
- Aster conyzae Griess. → Pentanema squarrosum (L.) D.Gut.Larr., Santos-Vicente, Anderb., E.Rico & M.M.Mart.Ort.
- Aster ericoides L. → Symphyotrichum ericoides (L.) G.L. Nesom
- Aster laevigatus Lam. → Symphyotrichum novi-belgii (L.) G.L. Nesom
- Aster lanceolatus Willd. → Symphyotrichum lanceolatum (Willd.) G.L. Nesom
- Aster novae-angliae L. → Symphyotrichum novae-angliae (L.) G.L. Nesom
- Aster novi-belgii L. → Symphyotrichum novi-belgii (L.) G.L. Nesom
- Aster salignus Willd. → Symphyotrichum salignum (Willd.) G.L. Nesom
- Aster savii Arcang. → Galatella linosyris (L.) Rchb. f.  subsp. linosyris
- Aster sorrentinii (Tod.) Lojac. → Galatella sorrentinoi Tod.
- Aster squamatus (Spreng.) Hieron. → Symphyotrichum squamatum (Spreng.) G.L. Nesom
- Aster tripolium L. → Tripolium pannonicum (Jacq.) Dobrocz. s.l.
- Aster vimineus Lam. → Symphyotrichum racemosum (Elliott) G.L.Nesom
- Aster x salignus Willd. → Symphyotrichum x salignum (Willd.) G.L. Nesom

### Specie escluse daAster
Le seguenti specie di Aster in base alle ultime ricerche molecolari sono state segregate nei seguenti nuovi generi.
- Cardiagyris G.L.Nesom, 2020
  - Aster dimorphophyllus Franch. & Sav. in Cardiagyris dimorphophylla (Franch. & Sav.) Nesom
  - Aster dolichophyllus Y. Ling. in Cardiagyris dolichophylla (Y. Ling) Nesom
  - Aster huangpingensis W.P. Li & Z. Li, Phytotaxa in Cardiagyris huangpingensis (W.P. Li & Z. Li) Nesom
  - Aster komonoensis Makino in Cardiagyris komonoensis (Makino) Nesom
  - Aster marchandii H.Lév. in Cardiagyris marchandii (Levl.) Nesom
  - Aster miquelianus H.Hara in Cardiagyris japonica (Miq.) Nesom
  - Aster rugulosus Maxim. in Cardiagyris rugulosa (Maxim.) G.L.Nesom
  - Aster scaber Thunb in Cardiagyris scabra (Thunb.) Nesom
  - Aster sohayakiensis Koidz. in Cardiagyris sohayakiensis (Koidz.) Nesom

- Chlamydites J.R.Drumm, 1907
  - Aster prainii (J.R.Drumm.) Y.L.Chen in Chlamydites prainii J.R.Drumm, 1907

- Geothamnus G.L.Nesom, 2020
  - Aster batangensis Bureau & Franch. in Geothamnus batangensis G.L.Nesom, 2020

- Griersonia G.L.Nesom, 2020
  - Aster fuscescens var. fuscescens Bureau & Franch. in Griersonia fuscescens (Bureau & Franchet) Nesom
  - Aster fuscescens var. oblongifolius  Grierson in Griersonia oblongifolia (Grierson) Nesom
  - Aster senecioides Franch. in Griersonia senecioides (Franch.) Nesom

- Heteropappus  Less., 1832
  - Aster altaicus Willd. in Heteropappus altaicus (Willd.) Novopokrov.
  - Aster asagrayi Makino in Heteropappus ciliosus (Turcz.) Y.Ling
  - Aster crenatifolius Hand.-Mazz. in Heteropappus crenatifolius (Hand.-Mazz.) Grierson
  - Aster hispidus Thunb. in Heteropappus hispidus (Thunb.) Less.
  - Aster kantoensis Kitam. (non definito in Heteropappus)

- Iteroloba G.L.Nesom, 2020
  - Aster bipinnatisectus Ludlow ex Grierson in Iteroloba bipinnatisecta (Ludlow ex Grierson) G.L.Nesom, 2020

- Kalimeris Cass., 1825
  - Aster iinumae Kitam. in Kalimeris pinnatifida Maxim. ex Makino) Kitam.
  - Aster incisus Fisch. in Kalimeris incisa (Fisch.) DC.
  - Aster indicus L. in  Kalimeris indica (L.) Sch.Bip.
  - Aster pekinensis (Hance) F.H.Chen in  Kalimeris integrifolia Turcz. ex DC.
  - Aster yomena (Kitam.) Honda in Kalimeris yomena (Kitam.) Kitam.

- Metamyriactis G.L.Nesom, 2020
  - Aster helenae Merr. in Metamyriactis helenae (Merrill) Nesom
  - Aster nigromontanus Dunn in Metamyriactis nigromontana (Dunn) Nesom
  - Aster panduratus Nees ex Walp. in  Metamyriactis pandurata (Nees ex Walpers) Nesom
  - Aster pycnophyllus Franch. ex Diels in Metamyriactis pycnophylla (Franch. ex W.W. Smith) Nesom
  - Aster sikkimensis Hook.f. & Thomson in Metamyriactis sikkimensis <smal>(Hook. f.) Nesom
  - Aster yamazutae Matsuda in Metamyriactis veitchiana Hutch. & Drummond ex Zhang & Gao) Nesom

- Miyamayomena Kitam., 1982
  - Aster koraiensis Nakai in Miyamayomena koraiensis (Nakai) Kitam.
  - Aster piccolii Hook.f. in Miyamayomena piccolii (Hook.f.) Kitam. 
  - Aster pseudosimplex Brouillet, Semple & Y.L.Chen in Miyamayomena simplex (Hand.-Mazz.) Y.L.Chen
  - Aster savatieri Makino in Miyamayomena savatieri (Makino) Kitam

- Rhinactinidia Novopokr., 1948
  - Aster eremophilus Bunge in  Rhinactinidia eremophila (Bunge) Novopokr. ex Botsch.
  - Aster lingii G.J.Zhang & T.G.Gao in Rhinactinidia limoniifolia (Lessing) Novopokrovsky ex Botschantzev

- Rhynchospermum Reinw., 1825
  - Aster verticillatus (Reinw.) Brouillet, Semple & Y.L.Chen in Rhynchospermum verticillatum Reinw., 1825

- Sinobouffordia G.L.Nesom, 2020
  - Aster poliothamnus Diels in Sinobouffordia poliothamnus (Diels) Nesom
  - Aster sikuensis W.W.Sm. & Farrer in Sinobouffordia sikuensis (Smith & Farrer) Nesom

- Sinosidus  G.L.Nesom, 2020
  - Aster albescens (DC.) Wall. ex Hand.-Mazz. in Sinosidus albescens (DC.) Nesom
  - Aster argyropholis Hand.-Mazz. in Sinosidus argyropholis (Hand.-Mazz.) Nesom
  - Aster fulgidulus Grierson in Sinosidus fulgidulus (Grierson) Nesom
  - Aster hypoleucus Hand.-Mazz. in Sinosidus hypoleucus (Hand.-Mazz.) Nesom
  - Aster lavandulifolius Hand.-Mazz. in Sinosidus lavandulifolius (Hand.-Mazz.) Nesom
  - Aster motuoensis Y.L.Chen in Sinosidus motuoensis (Y.L. Chen) Nesom
  - Aster polius C.K.Schneid. in  Sinosidus polius (C.K. Schneid.) Nesom

- Tibetiodes  G.L.Nesom, 2020 
  - Aster asteroides (DC.) Kuntze in Tibetiodes asteroides (DC.) Nesom
  - Aster bietii Franch. in Tibetiodes bietii (Franch.) Nesom
  - Aster brachytrichus Franch. in Tibetiodes brachytricha (Franch.) Nesom
  - Aster brevis Hand.-Mazz. in Tibetiodes brevis (Hand.-Mazz.) Nesom
  - Aster bulleyanus Jeffrey in Tibetiodes bulleyana (Jeffrey ex Diels) Nesom
  - Aster diplostephioides (DC.) Benth. ex C.B.Clarke in Tibetiodes diplostephioides (DC.) Nesom
  - Aster falconeri subsp. falconeri (C.B.Clarke) Hutch. in  Tibetiodes falconeri (C.B. Clarke) Nesom
  - Aster falconeri subsp. nepalensis <small<Grierson in Tibetiodes nepalensis (Grierson) Nesom
  - Aster farreri W.W.Sm. & Jeffrey in Tibetiodes farreri (W.W. Smith & Jeffrey) Nesom
  - Aster flaccidus subsp. falccidus Bunge in Tibetiodes flaccida (Bunge) Nesom
  - Aster flaccidus subsp. glandulosus (Keissl.) Onno in Tibetiodes glandulosa (Keissl.) Nesom
  - Aster flaccidus subsp. tsarungensis Grierson in  Tibetiodes tsarungensis (Grierson) Nesom
  - Aster heliopsis Grierson in Tibetiodes latisquamata (C.E.C. Fischer) Nesom
  - Aster himalaicus C.B.Clarke in Tibetiodes himalaica (C.B. Clarke) Nesom
  - Aster jeffreyanus Diels in Tibetiodes jeffreyana (Diels) Nesom
  - Aster labrangensis Hand.-Mazz. in Tibetiodes labrangensis (Hand.-Mazz.) Nesom
  - Aster latibracteatus Franch. in Tibetiodes latibracteata (Franch.) Nesom
  - Aster likiangensis Franch. in Tibetiodes likiangensis (Franch.) Nesom
  - Aster lipskii Kom. in Tibetiodes lipskii (Komarov) Nesom
  - Aster retusus Ludlow in Tibetiodes retusa (Ludlow) Nesom
  - Aster salwinensis Onno in  Tibetiodes salwinensis (Onno) Nesom
  - Aster setchuenensis Franch. in  Tibetiodes setchuenensis (Franch.) Nesom
  - Aster stracheyi Hook.f. in Tibetiodes stracheyi (Hook. f.) Nesom
  - Aster techinensis Y.Ling in Tibetiodes techinensis (Y. Ling) Nesom
  - Aster tientschwanensis Hand.-Mazz. in  Tibetiodes tientschwanensis (Hand.-Mazz.) Nesom
  - Aster yunnanensis var. yunnanensis Franch. in Tibetiodes yunnanensis (Franch.) Nesom
  - Aster yunnanensis var. angustior Hand.-Mazz. in  Tibetiodes angustior (Hand.-Mazz.) Nesom

- Yonglingia   G.L.Nesom, 2020 
  - Aster hersileoides C.K.Schneid. in Yonglingia hersileoides C.K. Schneid.) Nesom
  - Aster nitidus C.C.Chang in  Yonglingia nitida (C.C. Chang) Nesom

### Specie spontanee italiane
Sul territorio italiano, dopo gli ultimi trasferimenti ad altri generi, sono indicate due sole specie:
- Aster alpinus L. - Astro alpino: è una specie non molto alta (6 – 15 cm) con foglie raccolte in una rosetta basale e capolini uniflori; il ciclo biologico è perenne; la forma biologica è emicriptofita scaposa (H scap); il tipo corologico è Orofita – Circumboreale. L'habitat tipico sono i pascoli alpini e le rupi; la distribuzione sul territorio italiano è relativa al nord e centro fino ad una altitudine compresa fra 1500 e 2800 m s.l.m..
- Aster amellus L. - Astro di Virgilio: è una specie mediamente alta (fino a 70 cm) con foglie sia basali che cauline e diversi capolini raccolti in una infiorescenza di tipo corimboso; il ciclo biologico è perenne; la forma biologica è emicriptofita scaposa (H scap); il tipo corologico è Centro-Europeo. L'habitat tipico sono i cespuglietti, i boschi cedui; la distribuzione sul territorio italiano è relativa al nord fino ad una altitudine di 800 m s.l.m..

### Specie spontanee europee
Nel resto dell'Europa (compresa l'area mediterranea) sono presenti altre tre specie:
- Aster pujosii Quézel, 1954 - Distribuzione: Marocco
- Aster pyrenaeus  DC., 1805 - Distribuzione: Monti Pirenei
- Aster willkommii  Sch. Bip., 1851 - Distribuzione: Francia e Spagna

### Generi simili
Molti generi della famiglia delle Asteraceae hanno specie somiglianti con le specie del genere di questa voce. Si possono comunque facilmente distinguere per alcune caratteristiche. Si distinguono dagli Erigeron in quanto l'involucro degli Aster ha due o più serie di squame. Inoltre in questo genere non sono presenti fiori gialli, frequenti in altri generi quali Inula, Telekia, Doronicum o Senecio o altri decisamente monocolore come in Callistephus o Solidago.

## Usi

### Farmacia
Le foglie di alcune specie del genere Aster hanno (secondo la medicina popolare) le seguenti proprietà:
- antinfiammatoria (attenua uno stato infiammatorio);
- antitosse;
- depurativa (facilita lo smaltimento delle impurità);
- emostatica (blocca la fuoriuscita del sangue in caso di emorragia);
- espettorante (favorisce l'espulsione delle secrezioni bronchiali).

### Giardinaggio
Sono piante molto ornamentali per cui sono coltivate nei giardini. La moltiplicazione può avvenire per divisione dei cespi in autunno, o per seme in primavera.

## Storia
Il primo riferimento ad un fiore di questo genere (Aster amellus) si trova nel poema Georgiche (Libro IV, 271-280) del poeta latino Publio Virgilio Marone (70 a.C. - 19 a.C.):
Dopo l'Astro attico cui fa riferimento Dioscoride (40 circa – 90 circa), medico, botanico e farmacista greco antico che esercitò a Roma ai tempi dell'imperatore Nerone, abbiamo la voce “Astro” (come sinonimo di Asterischi) redatta dal padovano Cassinis nel 1726 in riferimento ad un fiore denominato Astro annuo adorato di Candia. È comunque con Carl von Linné, nel 1753, che il termine Aster entra definitivamente nella tassonomia botanica.
Una delle prime specie a essere importate in Europa (dall'America) è Aster tradescanti nel 1633. Ma già nel 1770 nel dizionario del giardinaggio di Dicks si indicano in una trentina le specie di Aster presenti nei giardini inglesi e quindi europei. Si deve precisare comunque che molte di queste specie sono passate ad altri generi (Erigeron, Kalimeris, Linosyris, e altri ancora) come il gruppo di piante denominate anticamente “Astri della Cina” (Callistephus chinensis).